# Separazione gravimetrica dei rifiuti
La separazione gravimetrica è una delle operazioni di pretrattamento a cui sono sottoposti i rifiuti prima di essere avviati al trattamento vero e proprio, e consiste nella separazione dei diversi materiali in base al loro peso specifico.

## Tipologie di impianti
La separazione gravimetrica si effettua per mezzo di impianti, detti separatori o classificatori, che possono essere di diversi tipi:
- Classificatori ad aria o separatori aeraulici
- Classificatori a letto fluido
- Classificatori e separatori balistici

### Classificatori ad aria (o separatori aeraulici)
I rifiuti e l'aria vengono convogliati in canali che possono avere differenti conformazioni, e vengono quindi separati in base alle caratteristiche gravimetriche.
Nei classificatori a colonna verticale si ha un condotto a sezione costante; la corrente d'aria investe, dal basso, il rifiuto che cade dalla parte superiore, e trascina verso l'alto le parti più leggere, mentre le parti più pesanti rimanenti cadono verso il fondo del condotto. L'efficienza del processo è legata alla velocità del flusso dell'aria, alla dimensione della sezione del condotto ed alla portata di rifiuto in ingresso.
I classificatori con condotto del tipo a “zig-zag” hanno all'interno del condotto alcuni deflettori che generano una forte turbolenza nella corrente d'aria, favorendo l'urto delle particelle di rifiuto contro le pareti del canale e un'ulteriore frantumazione in parti più piccole.
I classificatori ad aria pulsante sono i più recenti come concezione. La peculiarità consiste nel fatto che l'aria fluisce in maniera non costante, a seguito della particolare conformazione a dente di sega del condotto (la variazione di sezione causa un diverso regime di velocità). Tale variazione agevola la separazione delle particelle del rifiuto in funzione della diversa velocità di sedimentazione specifica di ognuna.
Per estrarre il materiale solido leggero trasportato dall'aria, si abbina solitamente ai classificatori un sistema a ciclone ed eventualmente un trattamento per mezzo di un filtro a maniche.
Il classificatore “a coltello” ha una configurazione dei flussi differente e si utilizza nel caso il materiale da trattare costituito da particelle con dimensioni relativamente uniformi. Il flusso di rifiuto entra nel separatore orizzontalmente tramite alimentatore a nastro, e inizia la propria caduta; viene violentemente attraversato da un getto d'aria inclinato verso l'alto che ne trascina con sé le componenti più leggere, spostandole più avanti, rispetto al senso di avanzamento orizzontale del materiale, mentre quelle più pesanti continuano la loro caduta. Due tramogge di raccolta, disposte a differente distanza, raccolgono due flussi di materiale, pesante e leggero, relativamente ben distinte.
Nei separatori aeraulici i flussi d'aria richiesti possono essere elevati, ciò implica consumi energetici non marginali. Sono adatti a flussi medi (inferiori a 15 tonnellate/ora)

### Classificatori a letto fluido
I separatori gravimetrici a letto fluido del tipo “a secco” consistono in un piano vibrante poroso e leggermente inclinato (circa 5°), attraversato da un flusso d'aria. L'azione combinata di sostentamento data dall'aria e di vibrazione attribuito direttamente dal piano di appoggio, fa sì che si produca un effetto di fluidificazione e di stratificazione del rifiuto, in base alle differenti velocità di sedimentazione dei composti. Il materiale più leggero, tenuto in sospensione dal letto d'aria, si raccoglie nella parte alta del piano, mentre le parti più pesanti vengono trascinate dalle vibrazioni verso la parte bassa.
Nei separatori gravimetrici a letto fluido del tipo “ad umido”, oltre all'azione dell'aria e delle vibrazioni, è presente anche un fluido separatore (acqua mescolata a soluzioni saline oppure a polveri i magnesite e ferrosilicati). Il fluido, avendo una propria densità e peso specifico, si insinua tra le componenti del rifiuto determinando un'azione quasi “meccanica” di separazione tra le componenti più leggere del rifiuto stesso (che vengono sospinte verso la superficie) e quelle più pesanti (che invece sono fatte depositare sul piano sottostante).

### Separatori balistici
I separatori balistici sono in grado di compiere la separazione delle parti del rifiuto trattato sfruttando le differenze di densità e di elasticità esistenti tra ciascuna di queste. 
In un separatore balistico che sfrutta le differenze di densità dei materiali il rifiuto da trattare viene caricato in un'apposita tramoggia e quindi prelevato in piccole quantità da un dispositivo rotante che ne impone una forte accelerazione proiettandolo al di sopra delle bocche di diverse tramogge poste alla base di una camera chiusa. La classificazione delle componenti avviene in base alla distanza raggiunta da ciascuna di esse a seguito del lancio: i materiali più leggeri percorrono una distanza minore, mentre quelli più pesanti seguono traiettorie più lunghe.
Un separatore balistico che sfrutta le differenze di elasticità tra i componenti del materiale trattato impiega un nastro trasportatore che, in moto ad alta velocità tra alcune pulegge, lancia il rifiuto contro una parete elastica costituita da un disco ricoperto di gomma e ruotante in un piano ortogonale alla direzione di lancio: a seguito dell'urto con la superficie del disco, le componenti del rifiuto rimbalzano seguendo traiettorie differenti a seconda dell'elasticità propria, potendo così venire separate e raccolte in diversi vani posti alla base di tale struttura.
I separatori balistici hanno dimensioni più elevate di quelli aeraulici, e rendimenti di selezione non elevati. Possono però separare anche un sottovaglio fine. Sono adatti a flussi bassi (inferiori a 10 tonnellate/ora).

## Applicazioni
La separazione gravimetrica avviene solitamente su rifiuti precedentemente sottoposti a trattamenti di triturazione e vagliatura. 
Si tratta quindi di un materiale sminuzzato e già distinto nelle due frazioni principali: il sottovaglio è più pesante perché contiene, in genere, metalli, legno, inerti e vetro, mentre il sopravaglio è più leggero, in quanto costituito principalmente da carta, plastica e sostanza organica putrescibile. 
Permette un'ulteriore separazione, ottenuta sfruttando le differenti caratteristiche del rifiuto, in termini di densità, resistenza aerodinamica, inerzia.
Tanto i separatori balistici quanto quelli aeraulici hanno rendimenti accettabili su materiali con pezzatura costante (inferiore a 25 cm). Possono essere di difficile messa a punto. Sono utilizzati in particolare per separare gli inerti.